# Westlicher Schwarzer Schopfgibbon
Der Westliche Schwarze Schopfgibbon (Nomascus concolor) ist eine Primatenart aus der Familie der Gibbons (Hylobatidae).

## Merkmale
Der Westliche Schwarze Schopfgibbon erreicht eine Kopfrumpflänge von 43 bis 54 cm und ein Gewicht von 6 bis 10 kg. Genau wie alle anderen Arten der Gattung Nomascus besitzt auch diese Art einen ausgeprägten Geschlechtsdimorphismus. Männchen sind komplett schwarz mit einem auffälligen Haarschopf auf dem Kopf. Weibchen sind blassgelb bis beigebraun mit einem schwarzen Scheitelfleck und einem manchmal kontrastreich abgesetzten, schwarzen Bauch. Jungtiere werden mit gelbbraunem Fell geboren, das anschließend schwarz wird. Männchen behalten diese Färbung, während Weibchen mit der Geschlechtsreife ihre weibchentypische Fellfarbe bekommen.

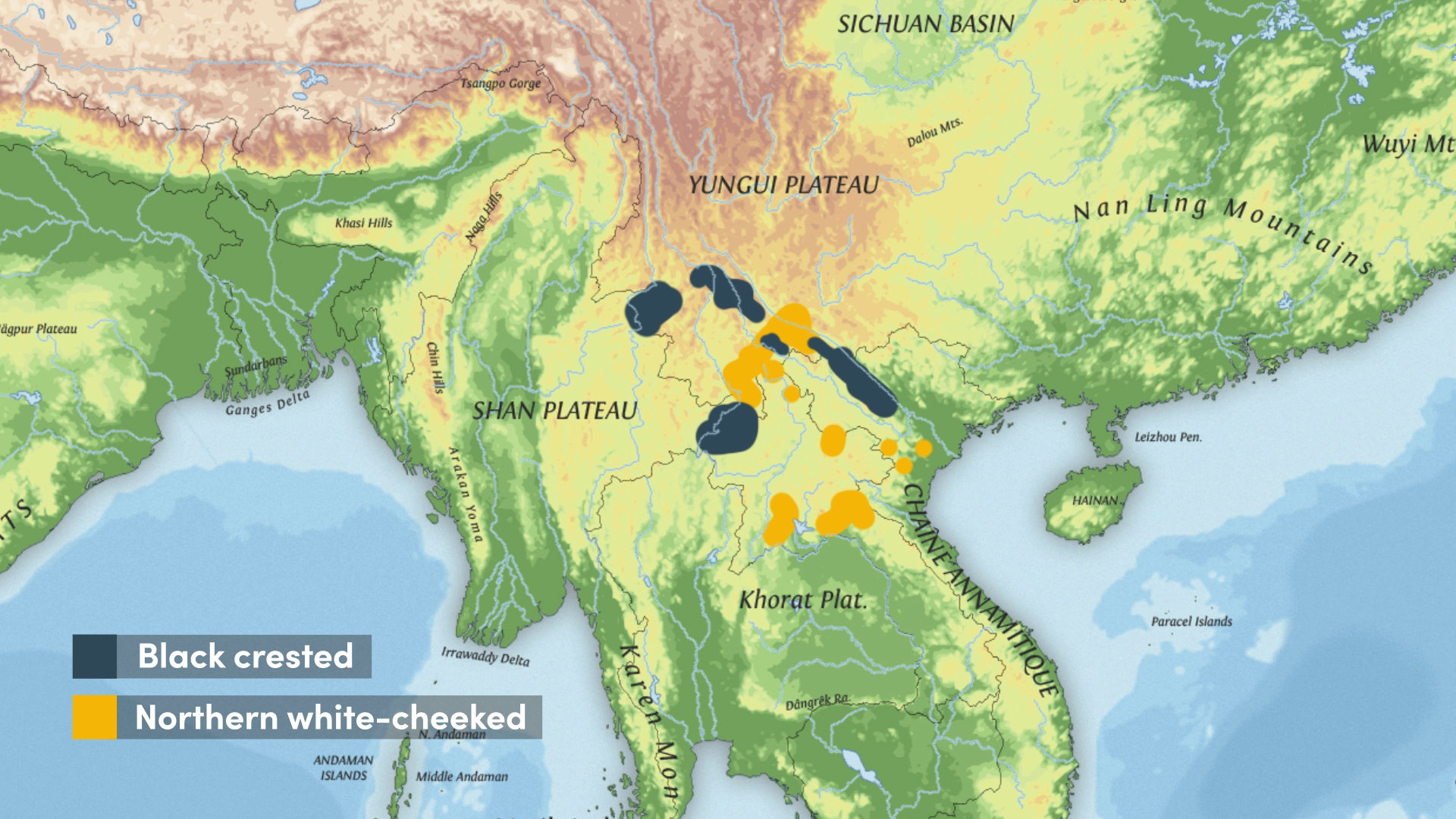
Westlicher Schwarzer Schopfgibbon
Nördlicher Weißwangen-Schopfgibbon

## Systematik und Verbreitung
Vier Unterarten wurden beschrieben. Die Unterarten N. concolor furvogaster und N. c. jingdonensis gelten heute jedoch als synonym mit der Nominatform N. c. concolor. Neben dieser wird N. c. lu als eigene Unterart geführt. Die Unterart N. c. concolor kommt in Südchina in einigen kleinen Gebieten im Zentrum und Südwesten von Yunnan und in Nordvietnam westlich des Mekongs vor, während N. c. lu im Nordwesten von Laos in den Provinzen Bokeo und Luang Namtha beheimatet ist.

## Lebensraum und Lebensweise
Westliche Schwarze Schopfgibbons ist in subtropischen, halbfeuchten, bergigen, immergrünen Laubwäldern in einer Höhe von ca. 500 bis 2900 m zu finden. Blätter (46 %) sind das Hauptnahrungsmittel, daneben ernähren sie sich von Früchten (25 %), Feigen (18 %), Blumen (9 %) und anderem. Der Konsum von Früchten und Feigen steigt jedoch, wenn diese reichlich vorhanden sind. Außerdem fressen Westliche Schwarze Schopfgibbons auch Kleintiere wie Vogelnestlinge und Echsen sowie Vogeleier. In einem Fall wurde beobachtet das ein Indisches Riesengleithörnchen (Petaurista philippensis) gefangen und gefressen wurde. Dieses Verhalten ist heute auch von Nördlichen Gelbwangengibbons (N. annamensis) bekannt.
Der Westliche Schwarze Schopfgibbon ist ein tagaktiver Baumbewohner. Die Aktivität beginnt kurz vor der Dämmerung und mit lauten Gesängen. Gefressen wird meist abends und morgens und ausgeruht in der Mitte des Tages. Das Wetter beeinflusst das Verhalten, sodass an kalten Tagen die Tiere sich mehr ausruhen und weniger durch ihr Revier wandern. Wenn die Bäume Früchte tragen, sind sie länger unterwegs, um die Ressourcen so gut wie möglich auszuschöpfen. 40 % des Tages verbringen sie mit Ausruhen und Schlafen, 35 % mit der Nahrungsaufnahme, 19 % mit der Nahrungssuche, 2 % mit Singen, 1 % mit Spielen und 1 % mit anderen Dingen.
Lange ging man davon aus, dass Schopfgibbons, wie die meisten Gibbonarten in monogamen Familiengruppen leben, die sich aus einem Männchen, einem Weibchen und ein bis drei Jungtieren zusammensetzen. Heute weiß man, dass die Tiere sowohl in polygamen wie auch in monogamen Familien leben. Gruppen mit zwei Weibchen und einem Männchen sind stabil und ohne Neid zwischen den Weibchen, die beide gleichzeitig Junge haben können. Mit mehreren Mitgliedern kann eine Gruppe ihr Territorium auch besser verteidigen, die mit 40 bis 151 ha. verglichen mit anderen Gibbonarten sehr groß sind. Bis zu 3144 m pro Tag legen sie auf der Suche nach Nahrung fort.
Das Revier wird durch Duettgesänge markiert, die wie bei allen Schopfgibbons sehr einfach gehalten sind. In den Bäumen bewegen sie sich mittels Schwinghangeln (Brachiation) fort, wobei ihnen ihre langen Arme helfen. Es wird davon ausgegangen, dass die Lebenserwartung der Tiere ähnlich der anderer Gibbons ist und somit zwischen 25 und 30 Jahren liegt.
Die Fortpflanzungsbiologie der Art ist bisher unbekannt.
Zwischen dem Westlichen Schwarzen Schopfgibbons und dem Nördlichen Weißwangen-Schopfgibbon (N. leucogenys) sind Hybriden bekannt. Vor allem männliche und subadulte Hybride ähnelten sehr dem Nördlichen Weißwangen-Schopfgibbon und waren anhand der Fellfarbe kaum von diesem zu unterscheiden. Außerdem ist aus Zoohaltung ein Hybride mit dem Kappengibbon (Hylobates pileatus) nachgewiesen worden.

## Bedrohung
Beide Unterarten werden bei der IUCN als „critically endangered“ (vom Aussterben bedroht) klassifiziert. Die Art ist in China, Laos und Vietnam geschützt und kommt in mindestens 10 Naturschutzgebieten vor. Yunnan, China, beherbergt mit 1100 bis 1300 Exemplaren in 270 Gruppen die meisten Westlichen Schwarzen Schopfgibbons. Weitere große Populationen befinden sich mit 87 Gruppen im Wuliang National Nature Reserve und mit mehr als 150 Gruppen im Ailaoshan National Nature Reserve. In Vietnam leben dagegen nur noch 64 bis 70 Individuen in 22 bis 25 Gruppen. Die Populationen in Laos sind in Nam Ha fast gänzlich ausgerottet und in Nam Kan nur 9 bis 14 Gruppen stark. Letztere bekommt durch ein Ökotourismus-Projekt Unterstützung. Jagd, Infrastrukturentwicklung und der Bau der Road No. 3 durch Nam Kan stellen bedeutsame Gefahren dar. Zusätzliche, unentdeckte Populationen könnten immer noch in nordwestlichen und zentralen Teilen des nördlichen Hochlands in Laos existieren.